# Lasiochilus denigratus
Lasiochilus denigratus är en insektsart som först beskrevs av White 1879.  Lasiochilus denigratus ingår i släktet Lasiochilus och familjen näbbskinnbaggar. Inga underarter finns listade i Catalogue of Life.